# Beba Selimović
Izeta Beba Selimović (Trebinje, 27. mart 1936 — Sarajevo 10. mart 2020) bila je bosanskohercegovačka i jugoslovenska pjevačica, popularna interpretatorka sevdalinki.

## Biografija
Rođena je 27. marta 1936. godine u Trebinju. Kao četvorogodišnja djevojčica se doselila u Sarajevo, gdje je završila školovanje. Započela je svoju pjevačku karijeru 1957. godine u Radio Sarajevu i ubrzo postala veoma popularna. Mnogi su je nazivali Dama sevdaha zbog ozbiljnog i časnog odnosa prema profesiji, kao i zbog ozbiljnog ponašanja na estradi. Cijelu karijeru je posvetila izvornoj sevdalinki i zadržala je njenu originalnost bez imalo modernizacije. Snimila je značajan broj arhivskih snimaka sevdalinki u Radio Sarajevu. Osim sevdalinke snimala je i starogradske pesme ali i veliki broj balada.
Sarađivala je često sa Zaimom Imamovićem, Zehrom Deović, Zorom Dubljević, Nadom Mamulom, Safetom Isovićem, kao i Mehom Puzićem koji joj je bio veliki i drag prijatelj, te sa mnogim drugim bosanskohercegovačkim sevdalijama i muzičarima.
Povukla se sa estradne scene 2005. godine kada je objavila trostruki album sa svojim najljepšim pjesmama i tom prilikom je izjavila: „Treba se povući onda kada je najljepše. Čovjek se mora povući kad je najslađe, ostati dostojanstven i poštovan. Neka ide mladost, neka krči put.”
Dobitnik je Povelje Zlatne značke RTVSA, Oskara za životno djelo (Tuzla 2008), te mnogih drugih priznanja i povelja za muzički uspjeh i nesebičnu pomoć u humanitarnim koncertima. Član je estradnih radnika BiH.
Debitovala je u filmu Sarajevski atentat (1968).
Preminula je 10. marta 2020. godine u Sarajevu, u 81. godini života.

## Značajnije izvedbe[6]
| - Ah ljubav ljubav - Ah moj Aljo - Aj san zaspala - Alija se do jezera krade - Ašikuje Ademaga - Banja Luko i ravnine tvoje - Bolna leži dilber Duda - Bulbul mi poje - Crven fesić - Čempres viti - Čudila se aman ja - Djevojka sokolu zulum učinila - Djevojka viče s visoka brda - Dođi mi proljeću mladosti - Dođi makar jedan dan - Dugi dani - Dva su cvijta u bostanu rasla - Gornju Tuzlu opasala guja - Gorom jezde kićeni svatovi - Hajde dušo da ašikujemo - Ja kakva je sjajna mjesečina - Ječam žele Tuzlanke djevojke - Jednog jutra - Jorgovane cvijeće plavo - Kad bih znala - Kaharli sam, večerala nisam - Kako srcu svom da kažem | - Ko se ono brijegom šeće - Kolika je u Mostaru Cernica - Kolika je Prijedor čaršija - Konja kuje brate Sulejmane - Kraj potoka bistre vode - Mene moja majka gleda sa čardaka - Mene moja zaklinjala majka - Moj dragane - Moj pendžeru - Na zemlji se jednom diše - Ne ašikuj Mujo - O ćuti ćuti sad srce moje - Od danas te dragi više ljubit neću - Oprosti oprosti - Ostani ostani - Ostaje još jedan dug - Plačem ja plačeš ti - Po mojoj baštici zumbuli cvjetaju - Poletjela dva goluba - Prolaze dani - Pruži mi ruke grli me - Sabah zora sunce ogrijalo - S one strane Plive - Sa tugom prolaze dani - Samo ti | - Sarajevo na visoku gledu - Sedamdeset i dva dana - Sinje more i dubine_tvoje - Siroče sam na sve mi se žaluje - Sitna kiša rosila - Sjeti se mene - Slavuj pjeva na beharli grani - Srdo moja ne srdi se name - Star se Ćurćić pomamio - Sva moja ljubav - Svi dilberi samo moga nema - Sve behara i sve cvjeta - Tecite suze - Tiho teci vrelo Mošćanice - Tugo moja - Tužno je nebo ljubavi - U avliji - U proljeće mirisno - U srcu mome živiš samo ti - Umorih se ruže trgajući - Uspomeno uspomeno - Vezak vezla adem kada1 - Vrati mi se - Zlatna jesen - Zvijezda tjera mjeseca |

## Festivali
- 1965. Ilidža — Tiho teci vodo Mošćanice
- 1966. Ilidža — Vjetar nosi žuto lišće
- 1966. Ilidža — Kaži majci Bibo kćeri mila / Sabah zora
- 1967. Ilidža — Prolaze dani (alternacija sa Nedžadom Salkovićem) / Ja bolujem mlada od sevdaha
- 1968. Ilidža — Ah ljubav, ljubav, druga nagrada publike i prva nagrada žirija
- 1970. Beogradski sabor — Na zemlji se jednom diše
- 1970. Ilidža — O ćuti, ćuti, sad srce moje
- 1971. Beogradski sabor — Ja lutam
- 1973. Ilidža — Zbogom
- 1987. Ilidža — Mene moja majka gleda sa čardaka (Veče posvećeno kompozitoru Jozi Penavi)
- 1987. Ilidža — gošća revijalnog dela festivala
- 2008. Ilidža — Ah ljubav, ljubav (Veče legendi festivala)
- 2016. Ilidža — O ćuti, ćuti, sad srce moje (Veče velikana narodne muzike i posebno priznanje opštine Ilidža za očuvanje narodne muzike)

## Nagrade i priznanja
- Povelja zlatna značka, Radio televizija Sarajevo
- 2008.Oskar za životno delo, Tuzla

## Spoljašnje veze
- Beba Selimović na sajtu  (jezik: engleski)
- 66 izabranih izvedbi na sajtu  (tematski kanal)
- Zlatna ploča: Beba Selimović na sajtu
- Kolekcija tonskih zapisa
- Odlazak dame sevdaha („Večernje novosti”, 11. mart 2020)